# Lucas Grabeel
Lucas Stephen Grabeel (Springfield, 23 novembre 1984) è uno showman, attore, doppiatore, regista e cantante statunitense.

## Biografia
Dopo le superiori a 19 anni, Lucas Grabeel si trasferisce a Los Angeles per diventare un attore. Alcuni mesi dopo il trasferimento, Lucas viene scritturato per il suo primo film Disney per la televisione Halloweentown High - Libri e magia. Ma il ruolo che lo ha reso più famoso è naturalmente quello che ha avuto con la saga dei film di High School Musical, recitando la parte di Ryan Evans, fratello di Sharpay Evans, dove cantò tre duetti con Ashley Tisdale: What I've Been Looking For, Bop to the Top e I Want it All nel terzo.
Ha anche cantato con Ashley Tisdale, Zac Efron e Vanessa Anne Hudgens nella canzone I Can't Take My Eyes Off of You che non fu inserita nel film ma aggiunta come traccia bonus alla colonna sonora.
Nel 2005 ha girato l'episodio pilota di Halley's Comet, che racconta la storia di un ragazzo malato di cancro; è stato mandato in onda il 1º settembre del 2005 sul canale della Warner Bros.; l'episodio non ha avuto successo quindi non sono state proseguite le riprese della serie. Grabeel, senza questo impegno, ha potuto fare l'audizione per High School Musical.
Grabeel ha anche fatto delle apparizione televisive in serie conosciute come Boston Legal, Smallville, Til Death e Veronica Mars. Ha anche partecipato ai primi Disney Channel Games nella squadra verde capitanata da Ashley Tisdale con Mitchel Musso, Kyle Massey, Miley Cyrus e Emily Osment. Lucas inoltre ha preso parte nel quarto film della saga di Halloweentown intitolato Return to Halloweentown.
Successivamente Lucas ha partecipato al film Alice una vita sottosopra interpretando il personaggio di Lester McKinley. Ha poi girato High School Musical: Il Concerto con Drew Seeley, Vanessa Anne Hudgens, Ashley Tisdale, Corbin Bleu e Monique Coleman. Lucas ha anche registrato You Know I Will per il film The Fox and the Hound 2.
Ha recitato nei seguito di High School Musical: High School Musical 2 (2007) e High School Musical 3: Senior Year (2008), sempre nel ruolo di Ryan Evans.
Per quanto riguarda l'attività di cantante ha registrato Go The Distance per il CD Disneymania 5 e per il Natale 2007, Lucas ha partecipato alla registrazione del cd Christmas Hits, una produzione di Disney Channel, con la sua versione di Let It Snow! Let It Snow! Let It Snow!, disponibile su YouTube.
Nel 2008 ha aperto la campagna "Act Out Loud" che si impegna ad aiutare i giovani con i problemi degli incidenti stradali. Lucas è tuttora fidanzato con Emily Morris, che compare in una pubblicità americana della Visa.
Ha poi partecipato al film Milk, di Gus Van Sant, dove interpreta il fotografo Danny Nicoletta.
Dal 5 al 17 maggio ha partecipato allo spettacolo teatrale The Fantasticks nel ruolo di Matt; il 27 giugno ha partecipato al festival "Broadway under the star" della stessa compagnia e con lo stesso cast di The Fantasticks.
I suoi film con la sua casa di produzione (14341 productions) sono: Chuckle Boy, Survivor One.
Il 1º luglio 2009 è uscito il video musicale Get your Ass on.
Un nuovo film che uscirà in autunno è The Legend of the Dancing Ninja, che narra le vicende di un ragazzo bianco e orfano (Lucas Grabeel) che è stato allevato da ninja, che si vuole vendicare perché il suo nemico David Hasselhoff) ha ucciso il suo sensei (insegnante di arti marziali).
Il 9 settembre 2009 alla quindicesima edizione del "Temecula Valley International Film and Music Festival" ha vinto il "Pechanga Maverick Star Award for Outstanding Career in Film & Music", ed è stato il più giovane a riceverlo, mostrando i suoi due video musicali Get your Ass on e You Got It, il breve film Chuckle Boy (che racconta la storia di un ragazzo, Brad, che odia il suo lavoro di supereroe in una serie televisiva per bambini e un giorno, stufo, lascia il set e a casa trova un suo clone proveniente da un'altra galassia che cerca aiuto per una missione...) e infine, Dive Bar rockstar, video musicale di Eric Baines, che ha come regista, appunto, Lucas Grabeel.
La nuova serie di Lucas si chiama I Kissed a Vampire (con la partecipazione di Andrew Seeley che sostituiva Zac Efron in High School Musical:The Concert), che è uscito su iTunes il 13 ottobre.
Lucas partecipererà al film What's Wrong With Virginia, da Dustin Lance Black lo stesso scrittore di Milk, in cui Lucas ha preso parte.
All'inizio del 2010 è comparso in molti cartoni animati, prestando la voce ad alcuni personaggi: è apparso in Gleen Martin DDS, in cui ha cantato; in I Griffin ha interpretato il nuovo fidanzato di Meg; in The Cleveland show ha invece interpretato un genietto un po' bullo.
Il 15 aprile 2010 ha fatto un'apparizione in CSI: Scena del crimine, nel ruolo di Guillermo Seidel (Stagione 10 Episodio 18 Field Mice).
Ha partecipato al progetto PSA con Brittany Snow, e il produttore di Avatar, Jon Landau.
Il sequel di I Kissed a Vampire sarà un film, e verrà presentato al festival di Seattle il 10 e il 12 giugno 2010; il trailer è uscito il 14 maggio del 2010.
Nel 2011 partecipa alla serie televisiva Switched at Birth - Al posto tuo, interpretando il ruolo di Toby Kennish, fratello di una delle protagoniste.

## Filmografia

### Cinema
- Dogg's Hamlet, Cahoot's Macbeth, regia di Joey Zimmerman (2005)
- In viaggio per il college (College Road Trip), regia di Roger Kumble (2008)
- At Jesus' Side, regia di William R. Kowalchuk Jr. (2008)
- The Adventures of Food Boy, regia di Dane Cannon (2008)
- High School Musical 3: Senior Year, regia di Kenny Ortega (2008)
- Milk, regia di Gus Van Sant (2008)
- Lock and Roll Forever, regia di Chris Grismer (2008)
- Dancing Ninja, regia di Mitchell Klebanoff (2010)
- I Kissed a Vampire, regia di Chris Nolan (2010)
- Virginia, regia di Dustin Lance Black (2010)
- La favolosa avventura di Sharpay, regia di Michael Lembeck – film TV (2011)

### Televisione
- Halloweentown High - Libri e magia (Halloweentown High), regia di Mark A.Z. Dippé – film TV (2004)
- Boston Legal – serie TV, episodio 2x08 (2005)
- Veronica Mars – serie TV, episodi 2x08 e 2x14 (2005-2006)
- Ritorno ad Halloweentown (Return to Halloweentown), regia di David Jackson – film TV (2006)
- Til Death - Per tutta la vita ('Til Death) – serie TV, episodio 1x01 (2006)
- Smallville – serie TV, episodi 6x05, 10x13 e 10x16 (2006-2011)
- High School Musical, regia di Kenny Ortega – film TV (2006)
- High School Musical 2, regia di Kenny Ortega – film TV (2007)
- Alice una vita sottosopra (Alice Upside Down), regia di Sandy Tung – film TV (2007)
- I Kissed a Vampire – serie TV, episodi 1x01, 1x02 e 1x03 (2009)
- CSI - Scena del crimine (CSI: Crime Scene Investigation) – serie TV, episodio 10x18 (2010)
- Switched at Birth - Al posto tuo (Switched at Birth) – serie TV, 103 episodi (2011-2017)
- High School Musical: The Musical: The Series – serie TV, episodio 1x08 (2019-2020)

### Doppiatore
- At Jesus' Side, regia di William R. Kowalchuk – film d'animazione (2008)
- Glenn Martin DDS – serie TV animata, episodio 1x14 (2009)
- The Cleveland Show – serie TV animata, episodio 1x11 (2010)
- I Griffin (Family Guy) – serie TV animata, 25 episodi (2010-2021)
- Agente Speciale Oso (Special Agent Oso) – serie TV animata, episodio 2x18 (2011)
- Robot Chicken – serie TV animata, episodio 6x13 (2012)
- Pound Puppies – serie TV animata, episodi 3x02 e 3x20 (2013)
- Dragons – serie TV animata, 4 episodi (2013-2014)
- Dragon Nest: Warriors' Dawn, regia di Yuefeng Song – film d'animazione (2014)
- Phineas e Ferb (Phineas and Ferb) – serie TV animata, episodio 4x28 (2014)
- Callie sceriffa del West (Sheriff Callie's Wild West) – serie TV animata, 19 episodi (2014-2015)
- Disney Star Darlings – serie TV animata, episodio 1x05 (2015)
- Dragons: Race to the Edge – serie TV animata, 4 episodi (2015-2017)
- Elena di Avalor (Elena of Avalor) – serie TV animata, 9 episodi (2016-2017)
- Pinky Malinky – serie TV animata, episodi 1x01 e 1x02 (2017)

## Teatro
- Oliver! (2001) - Artful Dodger
- The Gypsy Baron (2001) - Pali
- Romeo and Juliet (2002) - Peter
- Grease (2003) - Eugene
- You're a good man, Charlie Brown (2003) - Linus (van Pelt)
- The Revue (2009) - Cantante Principale
- The Brother Gershwin: George & Ira (2009) - Cantante di"I can't be bothered now"
- The Fantasticks (2009) - Matt
- Broadway under the stars (2009) - Matt

## Regista
- Beauregard (2007 - TV
- The Awakening of Abigail Harris (2009) Con molti interpreti di "Milk"
- Dive Bar Rockstar (2009) video Musicale di Eric Baines
- G-Boyz (2009) video Musicale dei G-Boyz

## Premi
Vince grazie a The Real Son il Gold Medal For Excellence nel 2007.
Il 9 settembre 2009 alla quindicesima edizione del "Temecula Valley International Film and Music Festival" ha vinto il "Pechanga Maverick Star Award for Outstanding Career in Film & Music", ed è stato il più giovane a riceverlo, mostrando i suoi due video musicali "Get your Ass on" e You Got It", il breve film "Chuckle Boy"e infine, "Dive Bar rockstar" video musicale di Eric Baines, che ha come regista, appunto, Lucas Grabeel.

## Discografia

### Altre canzoni
- 2011: Baby (Cover) - dal film 'Le Favolose Avventure di Sharpay'
- 2009: Happily Afterlife - dal rock musical I Kissed A Vampire (con Andrew Seeley & Adrian Slade)
- 2009: Just A Little Peck - dal rock musical I Kissed A Vampire (con Andrew Seeley & Adrian Slade)
- 2009: Outta My Head - dal rock musical I Kissed A Vampire
- 2009: Get Your Ass on - Video Musicale
- 2008: Trash Talkin' - Singolo
- 2007: Gotta Rock - dal film Alice una vita sottosopra (Alice Upside Down)
- 2007: Jenny got a Fever - dal film Alice una vita sottosopra (Alice Upside Down)
- 2007: Let it snow da Disney Channel Christmas Hits
- 2007: Go the Distance - da Disney Mania 5 (originalmente per Hercules)
- 2006: You Know I Will - da The Fox and The Hound 2 soundtrack
- 2007: You Go it - Video Musicale

### Colonne sonore
| Album Informazioni |
| --- |
| High School Musical Soundtrack - In Commercio: January 10, 2006 (U.S.) - Label: Walt Disney Records - Peak U.S. Billboard: numero 1 - U.S. sales: 4,010,086 (as of July 2007 - RIAA certificazione: 4x Platinum - Canzoni con Lucas Grabeel: - 2006: "What I've Been Looking For" - 2006: "Stick to the Status Quo" - 2006: "Bop to the Top" - 2006: "We're All in This Together" - 2006: "I Can't Take My Eyes Off Of You"         |
| High School Musical 2 Soundtrack - In Commercio: August 17, 2007 (U.S.) - Label: Walt Disney Records - Peak U.S. Billboard: numero 1 - U.S. Sales: 3,183,774 (as of August 2007) - RIAA certificazione: 3x Platinum - Canzoni con Lucas Grabeel: - 2007: "What Time Is It?" - 2007: "I Don't Dance" - 2007: "Fabulous" - 2007: "Humuhumunukunukuapua'a" - 2007: "All for One" - 2007: "Everyday"                                    |
| High School Musical 3: Senior Year - In Commercio: October 21, 2008 - Label: Walt Disney Records - Peak U.S. Billboard: numero 2 - U.S. Sales:1,338,960 - RIAA certificazione:Platinum - Canzoni con Lucas Grabeel: - 2008: "I Want It All" - 2008: "Just Wanna Be With You" - 2008: "A Night To Remember" - 2008: "Senior Year Spring Musical" - 2008: "We're All In This Together (Graduation Mix)" - 2008: "High School Musical" |

## Apparizioni
| Anno | Titolo               | Ruolo     | Note |
| ---- | -------------------- | --------- | --- |
| 2006 | Miss Teen USA        | Se stesso | ha cantato "We're All In This Together" |
| 2006 | Teen Choice Awards   | Se stesso | Vince l'award grazie al film High School Musical                                                                                                |
| 2006 | Disney Channel Games | Se stesso | Squadra Verde con Dylan Sprouse (Capitano), Monique Coleman, Brandon Baker, Miley Cyrus, Giulia Boverio, Pax Baldwin, Kouki Okada, Bela Klentze |

## Doppiatori italiani
Nelle versioni in italiano dei suoi film, Lucas Grabeel è stato doppiato da:
- Davide Perino in High School Musical, High School Musical 2, High School Musical 3: Senior Year, Milk, Switched at Birth - Al posto tuo, High School Musical: The Musical - La serie
- Leonardo Graziano in CSI - Scena del crimine
- Simone Crisari in Smallville (ep. 6x05)
- Flavio Aquilone in Smallville (ep. 10x13, 10x16)